# Martín de Soure
Martín de Soure o Martino Árias (Auranca, Portugal finales del s. XI - Córdoba, 31 de enero de 1146) fue un canónigo portugués, muerto cautivo en Córdoba. Es venerado como santo por la Iglesia católica.

## Biografía
Martino Arias o Martino Manuel era hijo de Aires Manuel y de Árgio; educado muy cristianamente, fue ofrecido por su padre al obispo Maurici, que andaba camino de Coímbra, para que entrara a su servicio e hiciese carrera eclesiástica. Así, vivió y se formó en la casa del obispo en Fradelos, actual municipio de Branca (Albergaria-a-Velha). Posteriormente, profesó como canónigo regular de la Sede de Coímbra y se ordenó sacerdote. Llevó una vida ejemplar y fue admirado por su virtud y caridad con los necesitados.
Hacia el 1124 fue elegido prior de la población fronteriza de Soure, con su hermano Mendo, eclesiástico como él, con el objetivo de restaurar la iglesia y dar ayuda espiritual a la población que había sido atacada por los musulmanes en 1117, siendo muy querido por el pueblo. En 1144, el gobernador musulmán de Santarém Abu-Zakaria ocupa y destruye Soure, llevándose presa una gran parte de la población a Santarém. Allí, Martín pronostica la conquista de la ciudad por Alfonso I de Portugal y es enviado a Évora, Sevilla y Córdoba, donde es torturado y muerto en prisión 1146.
El monje Salvado de Santa Cruz escribió la vida del santo, hacia el 1150.